# جلنار كريموفا
جلنار كريموفا إسلاموفا (بالروسية : Гульнара Исламовна Каримова) (ولدت في 8 يوليو 1972، فرغانة) هي سيدة أعمال أوزبكية، ومصممة أزياء، ومغنية ودبلوماسية. هي البنت البكر لرئيس أوزبكستان إسلام كريموف.

## نشأتها
تخرجت كاريموفا من جامعة ولاية طشقند في عام 1996، وتخصصت في الاقتصاد. ثم حصلت على ماجستير في الآداب في الدراسات الإقليمية في جامعة هارفارد، وحصلت على درجة الدكتوراه في العلوم السياسية من جامعة الاقتصاد العالمي والدبلوماسة في طشقند حيث تشغل مقعد أستاذة العلوم السياسية منذ عام 2009. كما حصلت أيضا على ليسانس أدبي في الاتصالات من جامعة طشقند للتكنولوجيا المعلوماتية، وتمكنت من استكمال دورة تصميم المجوهرات في نيويورك بمعهد فاشيون التكنولوجي في عام 1992.
كاريموفا حاصلت على الحزام الأسود في الكاراتيه.

## مسيرتها
هي الممثلة الدائمة للبعثة الدائمة لجمهورية أوزبكستان لدى مكتب الأمم المتحدة، وعينت سفيرة فوق العادة ومفوضة لجمهورية أوزبكستان في إسبانيا.

### ملفات قضائية
أصدر مكتب التحقيقات الفيدرالي مذكرة توقيف بحق جلنار بسبب شكاوى مختلفة من زوجها السابق الذي اتهمها بخطف أبنائها من أمريكا سرا وكذلك بتهمة تبييض أموال واحتيال وما إلى ذلك. الأمر الذي جعل والدها إسلام كريموف قلِقا على مستقبل ابنته من إمكانية استصدار مذكرة توقيف دولية بحقها، وقام بتعيينها سفيرة لأوزبكستان في إسبانيا لتحصل بذلك على حصانة دبلوماسية تحول دون المس بها.
تورطت جلنار كريموفا في فضيحة التجارة بالبشر خاصة النساء حيث تعمل شركة روز وشركة ريفي التي تمتلكهما على جلب نساء من أوزبكستان ودول المنطقة إلى دول الخليج للعمل. الاتهامات الموجهة إليها تقول أنها تدير شبكة دعارة، علمًا أن شركة السياحة التي تملكها جلنار هي الوحيدة المخولة بمنح التأشيرات من أوزبكستان لدولة الإمارات العربية المتحدة.
ضمن الوثائق التي تسربها ويكيليكس ذكرت وثيقة بأن كريموفا هي المرأة الأكثر كرها في أوزبكستان. وصُوّرت على أنّها متعطشة للسلطة وتستغلّ سلطة والدها للحصول على مزايا ماليّة خاصّة.

### الإقامة الجبرية
في عام 2011 وصفت وكالة أسوشيتد برس كريموفا بالسارقة «الملكة الساحرة. الدبلوماسية الدولية. ناهبة الفقراء». وفي عام 2013، كانت كريموفا متورطة في قضية فساد كبرى في السويد، الفضيحة التي أفقدتها ولاء ودعم والدها الديكتاتور. واجهت تحقيقاً منفصلاً يتعلق بغسيل الأموال في سويسرا فتم وضعها تحت الإقامة الجبرية منذ سنة 2014 في أوزبكستان. وانهارت إمبراطوريتها بسرعة، أُغلقت الجمعيّات الخيريّة ومحطّات التلفزيون الخاصّة بها، وأُغلقت المتاجر الفاخرة ومحلّات المجوهرات التي كانت قد أنشأتها. وتم تعطيل حسابها على تويتر، إلا أنها أعربت عن احتجاجها على منصّات الشبكات الاجتماعية. حيث أظهرت صور نشرتها واشنطن بوست سنة 2014، مواجهاتٍ بين كريموفا وحرّاسها، أثناء إقامتها الجبريّة. في عام 2017 ، حُكم على كريموفا بالسجن لمدة 10 سنوات بتهمة الاحتيال وغسيل الأموال ، ولكن تم تخفيف ذلك في عام 2018 إلى الإقامة الجبرية لمدة خمس سنوات. في مارس / آذار 2019 ، تم إرسالها إلى السجن بتهمة انتهاك شروط إقامتها الجبرية.
تغيبت جلنار كريموفا عن مراسم تشييع والدها إسلام كريموف، التي جرت في مدينة سمرقند الأوزبكية السبت 3 سبتمبر 2016.

## وصلات خارجية
- جلنار كريموفا على موقع الموسوعة البريطانية (الإنجليزية)
- جلنار كريموفا على موقع ميوزك برينز (الإنجليزية)
- جلنار كريموفا على موقع ديسكوغز (الإنجليزية)
- الموقع الرسمي (بالإنجليزية)